# AIM-4 Falcon
L'AIM-4 Falcon fut le premier missile air-air opérationnel de l'United States Air Force (USAF).

## Développement

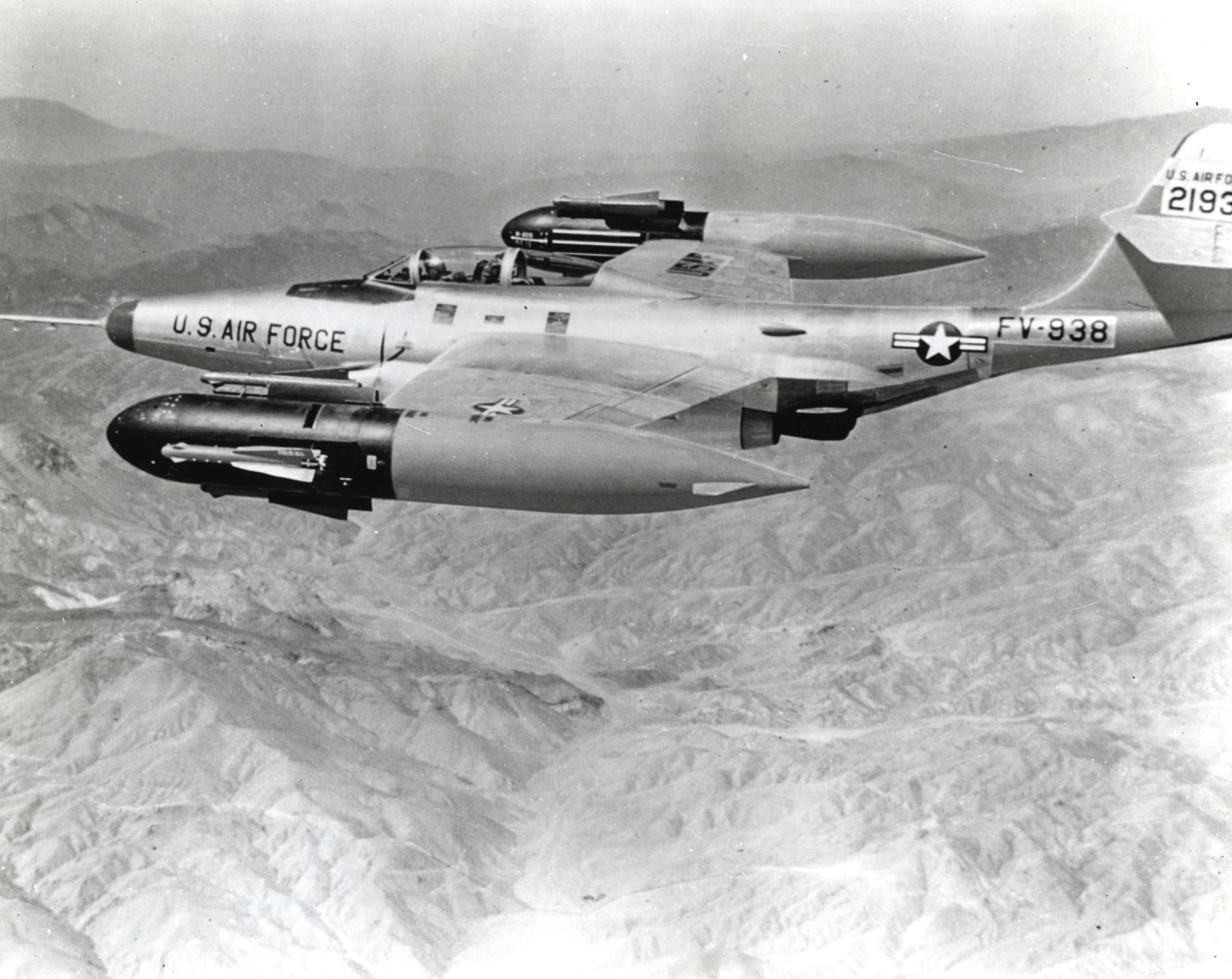
Un F-89H avec 6 Falcon.

Le projet démarra en 1946, quand l'USAAF demanda à Hughes Aircraft de développer un missile à courte portée subsonique. En 1947, la demande évolua ensuite pour un missile supersonique destiné à être embarqué sur des bombardiers comme moyen d'auto-défense. Le projet MX-904 pris alors la désignation XAAM-A-2.
Le premier essai du XAAM-A-2 eut lieu en 1949, et en 1950, l'USAF changea encore les spécifications pour que le XAAM-A-2 puisse être utilisé uniquement par des chasseurs.
Nommé officiellement Falcon, il sera déployé aux États-Unis sur les F-89, les F-102, F-106, F-101 et les F-4. En Suède sur les SAAB J-35 Draken, en Suisse sur les Dassault Mirage III, en Grèce sur les F-102, en Turquie également sur les F-102 et au Canada sur les CF-101 et les CF-105 (le programme du CF-105 fut cependant annulé avant son entrée en service).
En 1951, l'USAF décida de changer sa nomenclature et rebaptisa le AAM-A-2 par F-98. Mais, en 1954, la nomenclature changea une nouvelle fois, car l'USAF décida de ne plus désigner par F (pour fighter) ces missiles air-air. La dénomination F-98 fut changée pour GAR-1.

## Caractéristiques
Le Falcon (GAR-1) était un missile air-air ayant un autodirecteur à tête gyroscopique dont l’axe de la toupie pouvait se débattre dans un cône de 60° au sommet :
- une version électromagnétique à guidage radar semi-actif et scanning mécanique ;
- version infrarouge, en bande 1, qui fonctionnait de nuit et de jour, grâce au champ optique faible (3° environ) ;

Ce missile à configuration canard doté d'une électronique à tubes est à courte portée (4 a 5 km en pratique, 8 km maximum) d'une longueur de 1,98 m. Sa propulsion était assurée par un moteur-fusée à carburant solide et il emportait une charge explosive de 3,7 kg d'explosif haute efficacité. Il n'était pas équipé d'une fusée de proximité, de ce fait le Falcon devait toucher la cible pour exploser. L'inconvénient fut jugé mineur par l'USAF, car sa fonction principale était d'abattre les bombardiers qui volaient plus lentement. 
Pour l’exportation, Hughes développa la version HM 55, composée de la partie avant du Falcon et d’une partie arrière gonflée, avec une charge de 20 kg et une fusée de proximité. Ce missile eut un succès limité à la Suède et à la Suisse (armement du Mirage III pour cette dernière). 
Il devient opérationnel en 1956.

## Versions
Près de 4 000 exemplaires du GAR-1A/B toutes version confondues furent produites : 
- GAR-1A : version plus légère avec amélioration du moteur-fusée
- GAR-1B : version infrarouge du GAR-1A (renomme GAR-2)
- GAR-1C : projet
- GAR-1D : GAR-1 modifié avec des surfaces de contrôles plus grandes, 12 000 exemplaires furent construits.
- GAR-3 & 3A : Super Falcon, version améliorée du GAR-1 avec guidage semi-actif, 3 700 exemplaires furent construits
- XGAR-4 : projet non réalisé
- GAR-4A : Version infrarouge construite à 2 700 exemplaires.
- XGAR-5 et 6 : projet de missile à charge nucléaire, donna naissance au GAR-11/AIM-26 Falcon.

### Falcon GAR-2 et 2A
De par la modification de son système de guidage (infrarouge au lieu du système à guidage semi-actif), le GAR-2 peut être considéré comme le premier missile tire et oublie. Il devient opérationnel en 1956 et équipa aussi les F-89 et les F-102. Généralement, ces avions emportèrent les deux types de missiles (infrarouge et à guidage semi-actif) et les tiraient en salve pour améliorer les chances de succès.
26 000 exemplaires de la version GAR-2/AIM-4C furent construits.

### AIM-4D
La version GAR-2B fut la version infrarouge la plus construite. Elle donna naissance au AIM-4D (amélioration de l'autodirecteur infrarouge) pour être utilisée spécifiquement contre d'autres chasseurs. Elle fut produite à 4 000 exemplaires et fut la seule à être utilisée en combat.
Plusieurs centaines de AIM-4A/C furent modifiés au standard AIM-4D.

## Nouvelle désignation
À la suite de l'adoption système Tri-Service de désignation des appareils militaires américains en 1962, toutes les versions GAR-1/2/3/4 furent renommées AIM-4.
| Ancienne désignation | Nouvelle désignation |
| -------------------- | -------------------- |
| GAR-1                | AIM-4                |
| GAR-1D               | AIM-4A               |
| GAR-2                | AIM-4B               |
| GAR-2A               | AIM-4C               |
| GAR-2B               | AIM-4D               |
| GAR-3                | AIM-4E               |
| GAR-3A               | AIM-4F               |
| GAR-4A               | AIM-4G               |

## Au combat
Le Falcon AIM-4D fut utilisé pendant la guerre du Viêt Nam par des McDonnell Douglas F-4D Phantom II. Ces avions furent spécialement modifiés pour l'emport du lanceur LAU-42A permettant le tir du Falcon.
Malgré toutes les améliorations apportées à la version AIM-4D, celle-ci se révéla fort décevante surtout lors de combats tournoyants. L'auto-directeur mettait plus de 5 secondes à être opérationnel en raison de problèmes de refroidissement. De plus, le Falcon devait percuter la cible avant d'exploser, à cause du manque de fusée de proximité. Des centaines de Falcon furent tirés pour seulement cinq avions abattus. 
Le Falcon AIM-4D fut aussi utilisé pendant ce conflit, mais un but totalement différent de sa mission d’origine par des F-102. Les F-102 furent engagés dans des missions d’attaque au sol de nuit, utilisant les capacités de détection Infrarouge du Falcon, contre des cibles ayant une source de chaleur importante. Les résultats ne furent pas probants, surtout en termes financier. Généralement les cibles étaient des véhicules coutant de 2 à 6 fois moins chers que le missile lui-même.
Le Falcon AIM-4D fut retiré progressivement du service actif en 1969.
La dernière version du Falcon, l'AIM-4G, équipa les Convair F-106 Delta Dart jusqu'au retrait de ces derniers en 1980.

## Anciens opérateurs

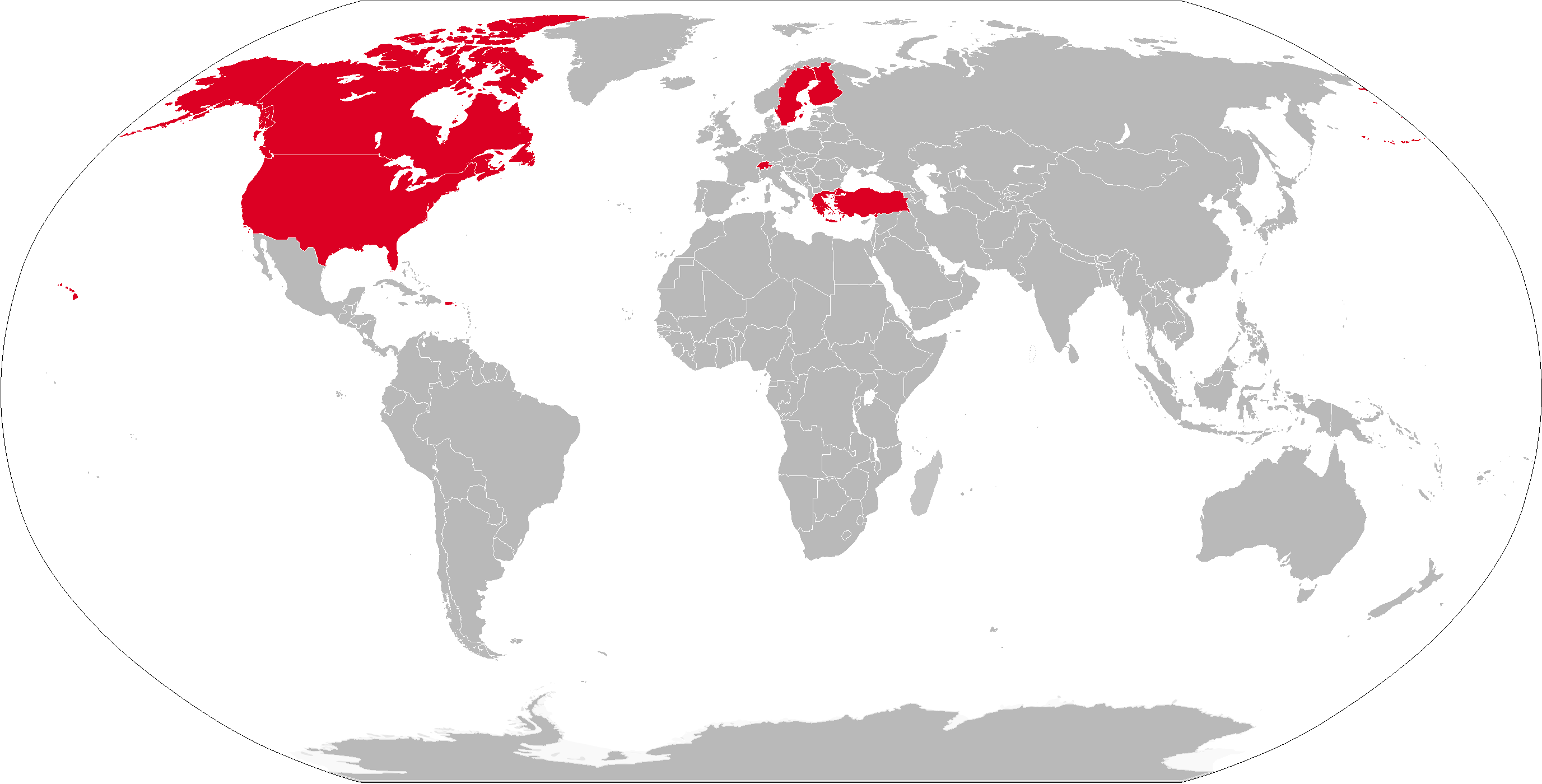
Carte des anciens opérateurs de l'AIM-4

Canada
 Finlande
 Suède
 Suisse
 États-Unis
 Grèce
 Turquie